# Parque nacional de Betla
El parque nacional de Betla es un parque nacional indio que se encuentra en la meseta Chota Nagpur del distrito de Latehar, dentro del estado de Jharkhand. "Betla" es un acrónimo de las siguientes palabras: bisonte, elefante, tigre, leopardo, axis-axis.

## Historia
Inicialmente comprendía los 1.026 km² de la reserva del tigre de Palamau, unos 226 km² adicionales se añadieron al parque en 1989 y 63 km² del santuario del lobo de Mahuadar.
Betla fue uno de los primeros parques nacionales en la India que tuvo una reserva de protección de tigres bajo el Proyecto Tigre en el año 1974. El parque es administrado por los departamentos forestales.

## Flora
Los bosques del parque tienen una amplia variedad de vegetación formada por bosques siempreverdes húmedos tropicales en las zonas más bajas, bosques caducifolios mixtos (húmedos y secos) en la zona media y bosques alpinos templados en las zonas más altas, incluyendo sal o sala, y bambú como los principales componentes junto con una serie de plantas medicinales. Hay praderas en la zona del río Koel el cual, junto con sus afluentes, recorre la parte norte del parque.

## Fauna
El parque tiene una variedad de ecosistemas diversos y muchos animales salvajes. La rica avifauna del parque incluye bucerótidos, pavos reales, gallo bankiva, perdiz negra, cigüeña lanuda, ibis verrucoso, bucerótidos, lavanderas, mochuelo de Blewitt, palomas, dicrúrido, el águila culebrera chiíla, el cuco chikra y otros pájaros de los que habitualmente se encuentran en bosques caducifolios secos. El famoso lago Kamaldah atrae variedades de aves acuáticas incluyendo el común Anas y gansito asiático, el pato crestudo, escolopácidos y gansos.
Entre los residentes permanentes del parque se incluyen predadores como el oso perezoso, pantera, y el lobo. El chacal y la hiena son carroñeros comunes. Actualmente no hay tigres. 
Amplias familias de langures son una atracción constante, e igualmente los monos Rhesus y plateados proporcionan atracción a los niños que visitan al parque. 
Se ve un gran número de elefantes asiáticos especialmente después de los monzones hasta el momento en el que las charcas empiezan a secarse en marzo. También se encuentran rebaños de gaur y chital
Otros animales que se pueden encontrar en el parque nacional son tragúlidos, muntíacos, así como ejemplares de sambar, antílope cuatricorne, nilgó; además, hay pequeñas civetas indias, y pangolines, puercoespines y mangostas.

## Información del parque
La mejor época para visitar el parque es entre los meses de octubre a mayo. 
Descrito como uno de los parques más finos en el noreste para observar una variedad de vida salvaje de una manera cercana, hay paseos en elefante y jeeps disponibles con guías para aventurarse dentro del parque. Las torres de observación y los puestos de tierra han sido construidos para observar la vida salvaje. 
Se recomiendan viajes en grupo. Los horarios de visita al parque son a partir de la 05 hasta las 19 horas.